# Askvoll
Askvoll è un comune norvegese della contea di Vestland.